# Политичар (ТВ серија)
Политичар (енгл. The Politician) америчка је телевизијска серија коју су створили Рајан Марфи, Бред Фалчак и Ијан Бренан за Netflix. Серија се усредсређује на причу о Пејтону Хобарту (Бен Плат), богатом Санта Барбарану, а свака сезона се врти око различите политичке борбе у којима учествује.

## Радња
Богати клинац Пејтон одувек је знао да ће бити председник. Али прво се мора доказати у најподмуклијем политичком окружењу — средњој школи.

## Улоге
| Глумац           | Улога           |
| ---------------- | --------------- |
| Бен Плат         | Пејтон Хобарт   |
| Зои Дојч         | Инфинити Џексон |
| Луси Бојнтон     | Астрид Слоун    |
| Боб Балабан      | Китон Хобарт    |
| Дејвид Коренсвет | Ривер Баркли    |
| Џулија Шлепфер   | Алис Чарлс      |
| Лора Дрејфус     | Макафи Вестбрук |
| Тео Жермен       | Џејмс Саливан   |
| Рахне Џоунс      | Скај Лејтон     |
| Бенџамин Барет   | Рикардо         |
| Џесика Ланг      | Дасти Џексон    |
| Гвинет Палтроу   | Џорџина Хобарт  |
| Џудит Лајт       | Диди Стандиш    |
| Бет Мидлер       | Хадасах Голд    |

## Епизоде
| Сезона | Сезона | Епизоде | Епизоде | Оригинална објава   | Оригинална објава   |
| ------ | ------ | ------- | ------- | ------------------- | ------------------- |
|        | 1.     | 8       | 8       | 27. септембар 2019. | 27. септембар 2019. |
|        | 2.     | 7       | 7       | 19. јун 2020.       | 19. јун 2020.       |

### 1. сезона (2019)
| Бр. еп. (укупно) | Бр. еп. (у сезони) | Наслов                             | Редитељ              | Сценариста                             | Премијера           | Прод. код |
| ---------------- | ------------------ | ---------------------------------- | -------------------- | -------------------------------------- | ------------------- | --------- |
| 1                | 1                  | Пилот                              | Рајан Марфи          | Рајан Марфи, Бред Фалчак и Ијан Бренан | 27. септембар 2019. |           |
| 2                | 2                  | Харингтонова комода                | Бред Фалчак          | Рајан Марфи, Бред Фалчак и Ијан Бренан | 27. септембар 2019. |           |
| 3                | 3                  | Октобарско изненађење              | Џенет Мок            | Рајан Марфи, Бред Фалчак и Ијан Бренан | 27. септембар 2019. | 1BAC03    |
| 4                | 4                  | Нестала девојка                    | Хелен Хант           | Рајан Марфи, Бред Фалчак и Ијан Бренан | 27. септембар 2019. |           |
| 5                | 5                  | Бирач                              | Ијан Бренан          | Рајан Марфи, Бред Фалчак и Ијан Бренан | 27. септембар 2019. |           |
| 6                | 6                  | Атентат на Пејтона Хобарта         | Гвинет Хордер Пејтон | Ијан Бренан                            | 27. септембар 2019. |           |
| 7                | 7                  | Атентат на Пејтона Хобарта: 2. део | Гвинет Хордер Пејтон | Ијан Бренан и Бред Фалчак              | 27. септембар 2019. |           |
| 8                | 8                  | Беч                                | Бред Фалчак          | Бред Фалчак                            | 27. септембар 2019. |           |

### 2. сезона (2020)
| Бр. еп. (укупно) | Бр. еп. (у сезони) | Наслов               | Редитељ              | Сценариста                             | Премијера     | Прод. код |
| ---------------- | ------------------ | -------------------- | -------------------- | -------------------------------------- | ------------- | --------- |
| 9                | 1                  | Њујоршко стање ума   | Бред Фалчак          | Рајан Марфи, Бред Фалчак и Ијан Бренан | 19. јун 2020. |           |
| 10               | 2                  | Утроје (ни)је забава | Гвинет Хордер Пејтон | Бред Фалчак и Ијан Бренан              | 19. јун 2020. |           |
| 11               | 3                  | Култура искључивања  | Дејвид Петрарка      | Рајан Марфи, Бред Фалчак и Ијан Бренан | 19. јун 2020. |           |
| 12               | 4                  | Здраво, Маријо       | Тамра Дејвис         | Бред Фалчак и Ијан Бренан              | 19. јун 2020. |           |
| 13               | 5                  | Бирачи               | Ијан Бренан          | Ијан Бренан                            | 19. јун 2020. |           |
| 14               | 6                  | Шта је у кутији?     | Тина Мебри           | Бред Фалчак и Ијан Бренан              | 19. јун 2020. |           |
| 15               | 7                  | Дан избора           | Гвинет Хордер Пејтон | Ијан Бренан и Бред Фалчак              | 19. јун 2020. |           |